# Brenna (Polonia)
Brenna è un comune rurale polacco del distretto di Cieszyn, nel voivodato della Slesia  dal 1999, mentre dal 1975 al 1998 ha fatto parte del voivodato di Bielsko-Biala al sud della Polonia.
Ricopre una superficie di 95,54 km² e nel 2016 contava 11 128 abitanti.
Secondo una divisione amministrativa creata nel 1972, la commune contiene tre villaggi: Brenna, Górki Wielkie, Górki Małe. Brenna sorge sul fiumetto Brennica. Brenna confina con Skoczów al nord, con Ustroń al ovest, con Wisła al sud.
Il nome del villaggio Brenna è stato usato per la prima volta nel 1490, e apparteneva inizialmente al Ducato di Teschen.
Il villaggio diviene sede di una parrocchia cattolica, con una chiesa in legno dal 1785.